# Nopcsaspondylus alarconensis
Nopcsaspondylus alarconensis Apesteguía, 2007 è un dinosauro erbivoro appartenente ai sauropodi. In particolare, si tratta dell'ultimo rappresentante noto dei diplodocoidi, nonché dell'unico rappresentante del genere Nopcsaspondylus. Visse nel Cretaceo superiore (Coniaciano, circa 90 milioni di anni fa) e i suoi resti sono stati ritrovati in Argentina.

## Classificazione
Questo dinosauro è noto solo grazie a una vertebra dorsale quasi completa, ora andata perduta. La vertebra era stata descritta e illustrata dal paleontologo ungherese Franz Nopcsa, che tuttavia non aveva assegnato un nome all'esemplare. Dalle illustrazioni dettagliate, tuttavia, nel 2007 Sebastian Apesteguía è stato in grado di riconoscere un nuovo genere di dinosauro sauropode. Secondo lo studioso, Nopcsaspondylus (il cui nome significa "vertebra di Nopcsa" in onore del paleontologo ungherese) era un rappresentante dei rebbachisauridi, un gruppo di sauropodi diplodocoidi contraddistinti da caratteristiche vertebre con un corpo centrale piccolo e grandi cavità, rinvenuti con una certa frequenza nei terreni del Cretaceo in Sudamerica e in Africa. Proveniente dalla formazione Candeleros, risalente al Coniaciano, questa vertebra è l'evidenza più recente di un diplodocoide.
Come tutti i diplodocoidi, si suppone che anche Nopcsaspondylus possedesse un corpo massiccio e collo e coda molto lunghi.